# Serveur de télécopie
Un serveur de télécopie ou serveur de fax (en anglais, fax server) est un serveur installé sur un réseau local (LAN) qui permet aux utilisateurs d'ordinateurs connectés au LAN d'envoyer et de recevoir des télécopies.
Alternativement, le terme serveur de télécopie est parfois utilisé pour décrire
- un programme qui permet à un ordinateur d'envoyer et de recevoir des télécopies[2] ;
- un ensemble de programmes fonctionnant sur un serveur équipé d'un ou de plusieurs modems-fax (ou cartes de télécopie dédiées) reliés à des lignes téléphoniques ;
- ou, plus récemment, d'émulateurs de modem logiciel utilisant la technologie T.38 (Fax sur IP) pour transmettre le signal sur un réseau IP.

Sa fonction est d'accepter les documents des utilisateurs, de les convertir en format de télécopies et de les transmettre, ainsi que de recevoir des télécopies et de les stocker ou de les transmettre aux utilisateurs. Les utilisateurs peuvent communiquer avec le serveur de télécopie de plusieurs manières, via un réseau local ou Internet.
Dans une grande organisation où le trafic de télécopie est important, l'ordinateur hébergeant le serveur de télécopie peut être dédié à cette fonction. Dans ce cas, l'ordinateur lui-même peut être appelé serveur de télécopie.

## Les interfaces des utilisateurs
Pour l'envoi de télécopies, plusieurs méthodes s'offrent à l'utilisateur :
- l'envoi d'un message électronique (avec pièces jointes facultatives) à une adresse électronique spéciale ; le serveur de télécopie surveillant cette adresse convertit ces messages en format de télécopie et les transmet au numéro de télécopie spécifié ;
- l'impression du document à transmettre sur une imprimante virtuelle qui, au lieu de produire une impression papier, envoie le document au serveur de télécopie, qui le transmet ensuite au numéro spécifié ;
- le téléchargement de documents au moyen d'une interface web qui transmet les documents téléchargés à un serveur de télécopie ;
- l'utilisation d'une application qui prend en charge la transmission des documents.

Pour la réception de télécopies, les méthodes suivantes sont disponibles :
- la réception d'un message électronique pour chaque télécopie reçue, le document télécopié étant inclus en pièce jointe, généralement en format .tiff ou .pdf ;
- l'enregistrement des télécopies dans un répertoire dédié que l'utilisateur peut consulter ;
- l'enregistrement des télécopies sur un site web que l'utilisateur peut consulter ;
- l'utilisation d'une application qui prend en charge la réception des documents.

## Avantages par rapport aux télécopies papier
Les serveurs de télécopie offrent divers avantages par rapport aux systèmes de télécopie traditionnels,, :
- les utilisateurs peuvent envoyer et recevoir des télécopies sans quitter leur bureau ;
- tout fichier informatique imprimable peut être télécopié, sans devoir d'abord être imprimé sur papier ;
- la plupart des problèmes sur un serveur de télécopie peuvent être diagnostiqués et résolus à distance ;
- le nombre de lignes téléphoniques de télécopie dans une organisation peut être réduit, car, lorsque la demande est forte, le serveur peut mettre en file d'attente les documents à envoyer et les envoyer lorsqu'une ligne est libre ;
- une capacité de télécopie peut être ajoutée facilement aux programmes informatiques, permettant l'envoi automatique de télécopies ;
- les télécopies transmises sont plus lisibles et ont un aspect plus professionnel ;
- il y a moins d'encombrement d'équipement de bureau ;
- les télécopies entrantes peuvent être imprimées sur une imprimante standard ;
- les documents mal imprimés à cause de bourrages sur les imprimantes peuvent être réimprimés sans être retransmis ;
- la télécopie peut être surveillée et / ou enregistrée, de sorte que les utilisateurs peuvent se voir attribuer des quotas ou des frais, ou pour assurer la conformité avec la conservation des données et les lois financières ;
- les serveurs de télécopie peuvent être localisés dans les centres de données d'une organisation, ce qui offre des fonctionnalités de résilience et de reprise après sinistre ;
- les télécopies indésirables ne posent pas autant de problèmes ; le serveur peut maintenir une liste noire de numéros desquels il n'acceptera pas de télécopies (ou une liste blanche des numéros desquels il acceptera les appels) ; de plus, les télécopies qui passent à travers ces validations ne gaspillent pas de papier, car elles ne sont pas imprimées ;
- les télécopies entrantes peuvent être traitées électroniquement dans le cadre d'un environnement de bureau sans papier, réduisant ou éliminant l'utilisation du papier.

## Services de télécopie publics
Il existe de nombreux fournisseurs de télécopie Internet exploitant des serveurs de télécopie en tant que service public commercial. Les abonnés peuvent interagir avec ces serveurs en utilisant des méthodes similaires à celles disponibles pour les serveurs de télécopie standards et se voient attribuer un numéro de télécopie dédié aussi longtemps qu'ils maintiennent leur abonnement. Les frais sont normalement facturés sur une base mensuelle fixe, avec une limite sur le nombre de pages de télécopie envoyées et / ou reçues.

## Programmes de télécopie intégrés
Un programme de télécopie intégré est un ensemble de logiciels de télécopie qui fonctionne sur un seul ordinateur équipé d'un modem capable de télécopier connecté à une ligne téléphonique. Ses interfaces utilisateur peuvent être similaires à celles utilisées pour communiquer avec les serveurs de télécopie, sauf que, puisque toute l'opération a lieu sur l'ordinateur de l'utilisateur, l'utilisateur est plus conscient de la progression de la transmission. Les programmes de télécopie intégrés sont destinés aux consommateurs et aux petites organisations et peuvent parfois être inclus dans le système d'exploitation de l'ordinateur.